# كيم هيوز
كيم هيوز (بالإنجليزية: Kim Hughes)‏ (26 يناير 1954 في أستراليا - ) هو لاعب كريكت أسترالي. شارك مع منتخب أستراليا الوطني للكريكت. أما مع النوادي، فقد لعب مع فريق غرب أستراليا للكريكت ‏ وفريق كوازولو ناتال للكريكت ‏.

## وصلات خارجية
- كيم هيوز على موقع إي آس بي آن كريك إنفو (الإنجليزية)